# 第36回全国地域サッカーリーグ決勝大会
第36回全国地域サッカーリーグ決勝大会（だい36かいぜんこくちいきサッカーリーグけっしょうたいかい）は、2012年11月16日から12月2日まで福島県、高知県、大分県及び長崎県で行われた全国地域サッカーリーグ決勝大会(現・全国地域サッカーチャンピオンズリーグ)である。

## 概要
基本的な大会形式は前回と同じだが、日本サッカー協会 (JFA) の定めていた、Jリーグ加盟を標榜するクラブに対する優遇措置が廃止され（ただし、当該措置が適用となっていたクラブであるSC相模原は関東リーグ1部で優勝して出場権を獲得している）、全国社会人サッカー選手権大会からの出場枠が前回までの2枠から3枠へ拡大された。
なお、本年度の地域リーグと日本フットボールリーグ（JFL）との入れ替えは、最初は通常と同じく「JFLの17・18位クラブと本大会1・2位クラブが自動入れ替え、JFL16位と本大会3位のクラブが入れ替え戦」とする予定だった。しかしシーズン開始前のアルテ高崎の退会により、JFLの17位（最下位）のみ自動降格、JFLの16位が入れ替え戦と変更された。さらにSAGAWA SHIGA FCが2012年をもってJFLから撤退することが決まったため、JFLからの自動降格がなくなり、JFLの17位が入れ替え戦に回ることになった。なお本大会の上位2クラブが自動昇格・3位クラブが入れ替え戦に回るのは例年通りとなっている。

## 会場
1次ラウンド
| 組 | 試合会場名                                 | 所在地       | 画像 |
| -- | ------------------------------------------ | ------------ | ---- |
| A  | 郡山西部サッカー場                         | 福島県郡山市 |      |
| B  | 高知県立春野総合運動公園陸上競技場・球技場 | 高知県高知市 |      |
| C  | 中津総合運動場                             | 大分県中津市 |      |

決勝ラウンド
| 試合会場名                             | 所在地       | 画像 |
| -------------------------------------- | ------------ | ---- |
| 長崎市総合運動公園かきどまり陸上競技場 | 長崎県長崎市 |      |

## 出場チーム
1. 2012年度各地域リーグ優勝チーム (9チーム)
  - 北海道：ノルブリッツ北海道
  - 東北1部：福島ユナイテッドFC
  - 関東1部：SC相模原
  - 北信越1部：サウルコス福井
  - 東海1部：FC鈴鹿ランポーレ
  - 関西1部：アミティエSC
  - 中国：デッツォーラ島根E.C
  - 四国：FC今治
  - 九州：FC KAGOSHIMA
2. 第48回全国社会人サッカー選手権大会より最大3チーム (3チーム)
  - 1位：FC KOREA（関東1部）
  - 3位：ファジアーノ岡山ネクスト（中国）
  - 4位：バンディオンセ加古川（関西1部）
    - 2位の福島ユナイテッドFC（東北1部1位）は出場権獲得済み。
3. 上記の条件で12チームに満たない場合は「2010年6月末の全国社会人サッカー連盟加盟登録チームの多い順番」で巡回し輪番により補充する（2012年度は九州→東海→北海道の順）。
  - なし（上記により12チームに充足したため）

## 試合スケジュール

### 1次ラウンド

#### グループ A
| 番 | チーム              | 勝点 | 試合 | 勝利 | PK勝 | PK敗 | 敗戦 | 得点 | 失点 | 差 |
| -- | ------------------- | ---- | ---- | ---- | ---- | ---- | ---- | ---- | ---- | -- |
| A3 | 福島ユナイテッドFC  | 7    | 3    | 2    | 0    | 1    | 0    | 4    | 2    | +2 |
| A2 | アミティエSC        | 6    | 3    | 2    | 0    | 0    | 1    | 4    | 2    | +2 |
| A4 | デッツォーラ島根E.C | 3    | 3    | 1    | 0    | 0    | 2    | 3    | 5    | -2 |
| A1 | サウルコス福井      | 2    | 3    | 0    | 1    | 0    | 2    | 5    | 7    | -2 |

| #1 | 2012年11月16日 10:45 |

| サウルコス福井 | 1 - 2          | アミティエSC                  |
| 坂井優介 39分  | 公式記録 (PDF) | 篠原嗣昌 30分 · 吉田潤平 59分 |

| 郡山市営西部サッカー場 |

| #2 | 2012年11月16日 13:30 |

| 福島ユナイテッドFC | 1 - 0          | デッツォーラ島根E.C |
| 新裕太朗 54分      | 公式記録 (PDF) |                     |

| 郡山西部サッカー場 |

| #7 | 2012年11月17日 10:45 |

| サウルコス福井                  | 2 - 2          | 福島ユナイテッドFC                   |
| 目黒翔大 82分, 83分             | 公式記録 (PDF) | 新裕太朗 55分 · 時崎塁 90+1分        |
|                                 | PK戦           |                                      |
| 坂井優介 鈴木亮平 前田岳 伊藤聖 | 4 - 3          | 金功青 金基洙 鴨志田誉 金廣閔 清水純 |

| 郡山西部サッカー場 |

| #8 | 2012年11月17日 13:30 |

| アミティエSC                  | 2 - 0          | デッツォーラ島根E.C |
| 守屋鷹人 50分 · 須ノ又諭 66分 | 公式記録 (PDF) |                     |

| 郡山西部サッカー場 |

| #13 | 2012年11月18日 10:45 |

| サウルコス福井                | 2 - 3          | デッツォーラ島根                    |
| 目黒翔大 51分 · 村田啓輔 72分 | 公式記録 (PDF) | 小笠原宏樹 29分, 48分 · 隅田航 90分 |

| 郡山西部サッカー場 |

| #14 | 2012年11月18日 13:30 |

| アミティエSC | 0 - 1          | 福島ユナイテッドFC |
|              | 公式記録 (PDF) | 時崎塁 56分        |

| 郡山西部サッカー場 |

#### グループ B
| 番 | チーム               | 勝点 | 試合 | 勝利 | PK勝 | PK敗 | 敗戦 | 得点 | 失点 | 差 |
| -- | -------------------- | ---- | ---- | ---- | ---- | ---- | ---- | ---- | ---- | -- |
| B1 | ノルブリッツ北海道   | 8    | 3    | 2    | 1    | 0    | 0    | 3    | 1    | +2 |
| B3 | FC KOREA             | 5    | 3    | 1    | 0    | 2    | 0    | 4    | 2    | +2 |
| B4 | FC今治               | 3    | 3    | 1    | 0    | 0    | 2    | 7    | 5    | +2 |
| B2 | バンディオンセ加古川 | 2    | 3    | 0    | 1    | 0    | 2    | 1    | 7    | -6 |

| #3 | 2012年11月16日 10:45 |

| ノルブリッツ北海道           | 2 - 1          | バンディオンセ加古川 |
| 畠山直人 6分 · 吉澤寛敬 59分 | 公式記録 (PDF) | 宮本健二 90+2分      |

| 高知県立春野総合運動公園陸上競技場 |

| #4 | 2012年11月16日 13:30 |

| FC KOREA                                                  | 4 - 2          | FC今治              |
| 朴世訓 3分 · 黄永宗 27分 · 尹誠周 59分 · 李智星 61分 (PK) | 公式記録 (PDF) | 高田大樹 14分, 32分 |

| 高知県立春野総合運動公園陸上競技場 |

| #9 | 2012年11月17日 10:45 |

| ノルブリッツ北海道              | 0 - 0          | FC KOREA             |
|                                 | 公式記録 (PDF) |                      |
|                                 | PK戦           |                      |
| 畠山直人 崔準基 石本学 名雪遼平 | 4 - 1          | 朴世訓 権載龍 李智星 |

| 高知県立春野総合運動公園陸上競技場 |

| #10 | 2012年11月17日 13:30 |

| バンディオンセ加古川 | 0 - 5          | FC今治                                                              |
|                      | 公式記録 (PDF) | 岡本剛史 26分, 82分 · 中島徳洋 37分 · 斉藤誠治 44分 · 高橋周也 89分 |

| 高知県立春野総合運動公園陸上競技場 |

| #15 | 2012年11月18日 10:45 |

| ノルブリッツ北海道 | 1 - 0          | FC今治 |
| 山田庸介 8分       | 公式記録 (PDF) |        |

| 高知県立春野総合運動公園球技場 |

| #16 | 2012年11月18日 13:30 |

| バンディオンセ加古川                         | 0 - 0          | FC KOREA                           |
|                                              | 公式記録 (PDF) |                                    |
|                                              | PK戦           |                                    |
| 吉田真史 金城基樹 木村純哉 松本聖矢 宮本健二 | 5 - 4          | 朴世訓 権載龍 李智星 成慶泰 崔光然 |

| 高知県立春野総合運動公園球技場 |

#### グループ C
| 番 | チーム                   | 勝点 | 試合 | 勝利 | PK勝 | PK敗 | 敗戦 | 得点 | 失点 | 差  |
| -- | ------------------------ | ---- | ---- | ---- | ---- | ---- | ---- | ---- | ---- | --- |
| C4 | ファジアーノ岡山ネクスト | 8    | 3    | 2    | 1    | 0    | 0    | 5    | 0    | +5  |
| C2 | SC相模原                 | 7    | 3    | 2    | 0    | 1    | 0    | 8    | 2    | +6  |
| C1 | FC KAGOSHIMA             | 3    | 3    | 1    | 0    | 0    | 2    | 6    | 7    | -1  |
| C3 | FC鈴鹿ランポーレ         | 0    | 3    | 0    | 0    | 0    | 3    | 0    | 10   | -10 |

| #5 | 2012年11月16日 10:45 |

| FC KAGOSHIMA                    | 2 - 4          | SC相模原                                                                       |
| 内山勇斗 16分 · 内倉雄一郎 44分 | 公式記録 (PDF) | ファビオ・アギアール 14分 · 鈴木淳 41分 · 森谷佳祐 60分 · 曽我部慶太 64分 (PK) |

| 中津総合運動場 |

| #6 | 2012年11月16日 13:30 |

| FC鈴鹿ランポーレ | 0 - 2          | ファジアーノ岡山ネクスト |
|                  | 公式記録 (PDF) | 新中剛史 58分, 86分      |

| 中津総合運動場 |

| #11 | 2012年11月17日 10:45 |

| FC KAGOSHIMA                                                  | 4 - 0          | FC鈴鹿ランポーレ |
| 米田兼一郎 11分 · 辻勇人 11分 · 仮屋宣博 72分 · 谷口堅三 77分 | 公式記録 (PDF) |                  |

| 中津総合運動場 |

| #12 | 2012年11月17日 13:30 |

| SC相模原                                                              | 0 - 0          | ファジアーノ岡山ネクスト                            |
|                                                                       | 公式記録 (PDF) |                                                     |
|                                                                       | PK戦           |                                                     |
| 曽我部慶太 小澤雄希 ファビオ・アギアール 鈴木将也 佐野裕哉 地頭薗雅弥 | 4 - 5          | 新中剛史 山本拓矢 馬場悠 西原誉志 金光栄大 中野裕太 |

| 中津総合運動場 |

| #17 | 2012年11月18日 10:45 |

| FC KAGOSHIMA | 0 - 3          | ファジアーノ岡山ネクスト                      |
|              | 公式記録 (PDF) | 金光栄大 45分 · 呉大陸 85分 · 加藤健人 90+3分 |

| 中津総合運動場 |

| #18 | 2012年11月18日 13:30 |

| SC相模原                                                    | 4 - 0          | FC鈴鹿ランポーレ |
| 宮川大輔 12分 · 菅野哲也 74分 · 鈴木淳 78分 · 松本祐樹 87分 | 公式記録 (PDF) |                  |

| 中津総合運動場 |

#### 各グループ2位
各グループ2位の成績最上位チームが決勝ラウンドに進出する。

成績は、勝点・得失点差・総得点数・PK戦の得失点差（ただし、PK戦を実施した試合数が異なる場合は適用されない。）・抽選の順で決定する。
| 組 | チーム       | 勝点 | 試合 | 勝利 | PK勝 | PK敗 | 敗戦 | 得点 | 失点 | 差 |
| -- | ------------ | ---- | ---- | ---- | ---- | ---- | ---- | ---- | ---- | -- |
| C  | SC相模原     | 7    | 3    | 2    | 0    | 1    | 0    | 8    | 2    | +6 |
| A  | アミティエSC | 6    | 3    | 2    | 0    | 0    | 1    | 4    | 2    | +2 |
| B  | FC KOREA     | 5    | 3    | 1    | 0    | 2    | 0    | 4    | 2    | +2 |

この結果、SC相模原が決勝ラウンド進出を決めた。

### 決勝ラウンド
| 位   | チーム                   | 点 | 試 | 勝 | P勝 | P敗 | 敗 | 得 | 失 | 差 |
| ---- | ------------------------ | -- | -- | -- | --- | --- | -- | -- | -- | -- |
| WC   | SC相模原                 | 9  | 3  | 3  | 0   | 0   | 0  | 6  | 1  | +5 |
| A1位 | 福島ユナイテッドFC       | 5  | 3  | 1  | 1   | 0   | 1  | 3  | 1  | +2 |
| B1位 | ノルブリッツ北海道       | 2  | 3  | 0  | 0   | 2   | 1  | 1  | 4  | -3 |
| C1位 | ファジアーノ岡山ネクスト | 2  | 3  | 0  | 1   | 0   | 2  | 2  | 6  | -4 |

| #19 | 2012年11月30日 10:45 |

| 福島ユナイテッドFC                                              | 0 - 0          | ノルブリッツ北海道                                                    |
|                                                                 | 公式記録 (PDF) |                                                                       |
|                                                                 | PK戦           |                                                                       |
| 鴨志田誉 益子義浩 清水純 栁原裕 金基洙 小林康剛 伊藤卓也 時崎塁 | 8 - 7          | 畠山直人 崔準基 石本学 名雪遼平 土田真也 倉谷悠太 赤坂匡章 長谷川展浩 |

| 長崎市総合運動公園かきどまり陸上競技場 |

| #20 | 2012年11月30日 13:30 |

| ファジアーノ岡山ネクスト | 1 - 2          | SC相模原                          |
| 呉大陸 60分              | 公式記録 (PDF) | 古賀誠史 13分 · 曽我部慶太 90+3分 |

| 長崎市総合運動公園かきどまり陸上競技場 |

| #21 | 2012年12月1日 10:45 |

| 福島ユナイテッドFC                            | 3 - 0          | ファジアーノ岡山ネクスト |
| 久野純弥 58分 · 吉渓亘 78分 · 益子義浩 90+1分 | 公式記録 (PDF) |                          |

| 長崎市総合運動公園かきどまり陸上競技場 |

| #22 | 2012年12月1日 13:30 |

| ノルブリッツ北海道 | 0 - 3          | SC相模原                                |
|                    | 公式記録 (PDF) | 森谷佳祐 39分, 62分 · 曽我部慶太 90+2分 |

| 長崎市総合運動公園かきどまり陸上競技場 |

| #23 | 2012年12月2日 10:45 |

| 福島ユナイテッドFC | 0 - 1          | SC相模原      |
|                    | 公式記録 (PDF) | 菅野哲也 88分 |

| 長崎市総合運動公園かきどまり陸上競技場 |

| #24 | 2012年12月2日 13:30 |

| ノルブリッツ北海道                         | 1 - 1          | ファジアーノ岡山ネクスト                 |
| 山田庸介 64分                              | 公式記録 (PDF) | 角島康介 61分                            |
|                                            | PK戦           |                                          |
| 長谷川展浩 崔準基 石本学 名雪遼平 吉澤寛敬 | 3 - 4          | 竹内翼 坂本和哉 馬場悠 山本拓矢 大道広幸 |

| 長崎市総合運動公園かきどまり陸上競技場 |

## 最終結果
- 優勝：SC相模原 - 日本フットボールリーグ (JFL) 昇格
- 2位：福島ユナイテッドFC - JFL昇格
- 3位：ノルブリッツ北海道 - JFL・地域リーグ入れ替え戦に進出
- 4位：ファジアーノ岡山ネクスト - 地域リーグ（中国リーグ）残留